# Brooklyn Park (Minnesota)
Brooklyn Park es una ciudad situada en el condado de Hennepin, Minnesota, Estados Unidos. Tiene una población estimada, a mediados de 2023, de 82 017 habitantes.
Está ubicada en el área metropolitana de Minneapolis, al noroeste del centro de la ciudad. 

## Geografía
La localidad está ubicada en las coordenadas 45°6′39″N 93°20′57″O / 45.11083, -93.34917. Según la Oficina del Censo, tiene una superficie total de 68.76 km², de los cuales 67.54 km² corresponden a tierra firme y 1.22 km² están cubiertos de agua.

## Demografía
Según el censo de 2020, en ese momento la ciudad tenía una población de 86 478 habitantes. La densidad de población era de 1280.40 hab./km².
| Raza                   | Núm.   | Porc.  |
| ---------------------- | ------ | ------ |
| Blancos                | 34 304 | 39.67% |
| Afroamericanos         | 25 489 | 29.47% |
| Asiáticos              | 16 314 | 18.86% |
| Amerindios             | 542    | 0.63%  |
| Isleños del Pacífico   | 17     | 0.02%  |
| De otras razas         | 3963   | 4.58%  |
| De una mezcla de razas | 5849   | 6.76%  |

Del total de la población, el 7.62% eran hispanos o latinos de cualquier raza.